# جوليانا روتيتش

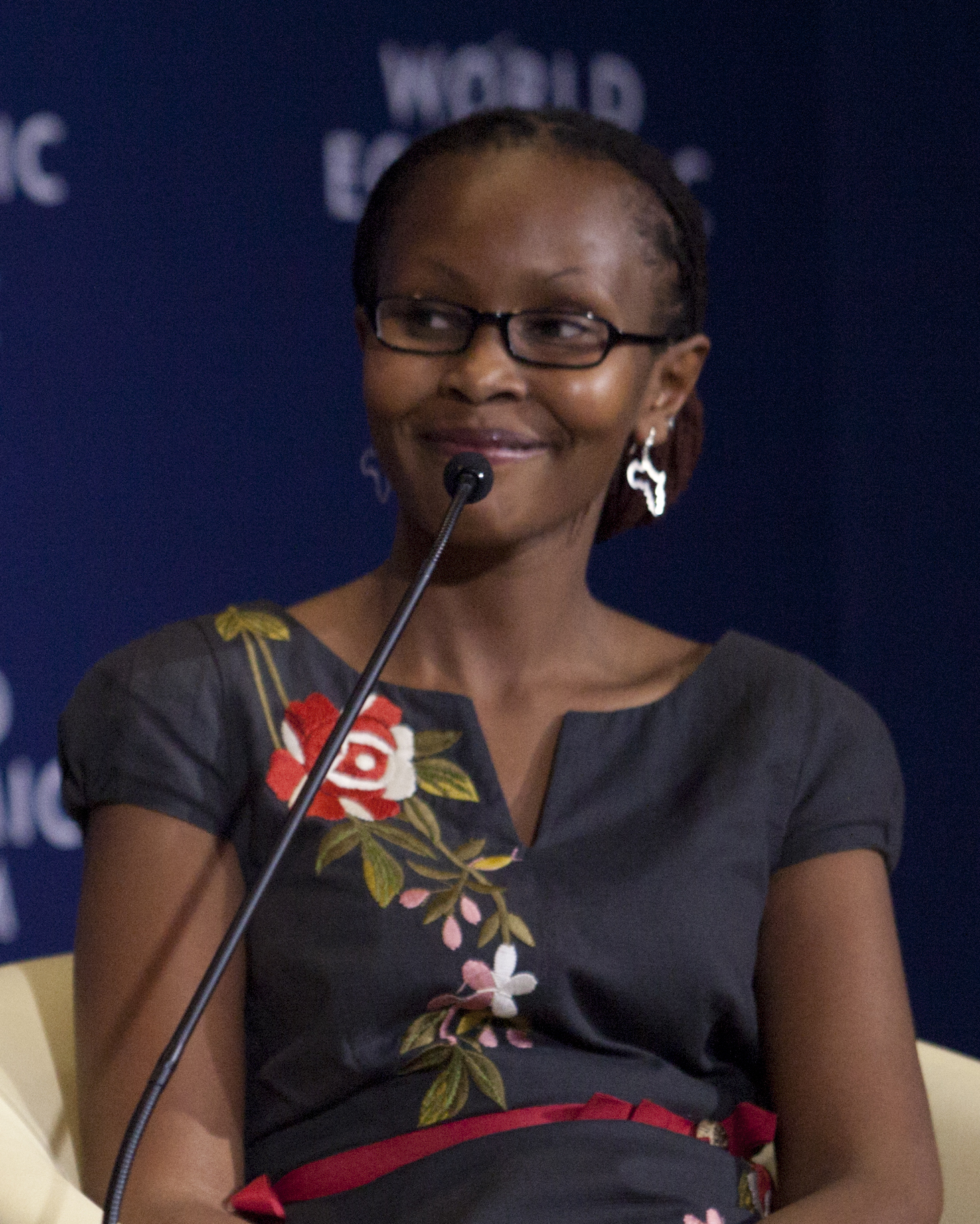
روتيتش في المنتدى الاقتصادي العالمي لأفريقيا في عام 2012

جوليانا روتيتش (بالإنجليزية: Juliana Rotich) متخصصة في تقنية المعلومات التي وضعت أدوات الويب للحصول على معلومات تخص الازمات وتغطية موضوعات المتعلقة بالبيئة. وهي المدير التنفيذي لمشروع أوشاهيدي، وهو مشروع برمجيات مفتوحة المصدريستخدم بيانات تحديد الموقع الجغرافي، والهاتف المحمول، وبيانات الإبلاغ على شبكة الإنترنت لتقديم تقارير عن الأزمات والمعلومات.

## العمل
روتيتش من كينيا. لديها شهادة في تكنولوجيا المعلومات من جامعة ميسوري، وعملت في صناعة تكنولوجيا المعلومات لأكثر من عشر سنوات. وكانت المديرة التنفيذية لمشروع أوشاهيدي حتى سبتمبر 2015 عندما غادرت.المنظمة لمتابعة مصالح أخرى، وهو مشروع برمجيات مفتوحة المصدر يستخدم بيانات تحديد الموقع الجغرافي، والهاتف المحمول، وبيانات الإبلاغ على شبكة الإنترنت لتقديم تقارير عن الأزمات والمعلومات.
«أوشاهيدي» هي الكلمة بمعنى شهادة في اللغة السواحيلية. تم وضع أوشاهيدي موضع التنفيذ لأول مرة خلال أزمة الانتخابات الرئاسية الكينية في 2007-2008، ومنذ ذلك الحين استخدمت في شيلي واليابان ونيوزيلندا وأستراليا وباكستان وتنزانيا وهايتي.
كمدونة قامت بتأليف مقالات في موقع Afrigadget.com، وعملت كمحررة بيئية للأصوات العالمية على الإنترنت، وشاركت في مؤتمر تيد العالمي في أروشا في عام 2007. وكمتحدثة عامة، فهي معروفة بتعليقها على التكنولوجيا في أفريقيا، كما أعربت عن مخوفها بشأن فقدان المناطق الأصلية للغابات والمناطق المجمعة للمياه في كينيا. تعد زميل لمؤتمرتيد. 
عين المنتدى الاقتصادي العالمي مؤسسة "شواب"، المؤسسة الاجتماعية لهذا العام في أفريقيا وفي عام 2011.
قدمت روتيتش في مؤتمر التصميم السنوي في كيب تاون[7] في عام 2014.
وفي عام 2017 شاركت في قمة W20 في برلين بألمانيا وشاركت في حلقة نقاش مع المستشارة أنجيلا ميركل ومدير صندوق النقد الدولي كريستين لاغارد وماكسيما ملكة هولندا ووزيرة الخارجية الكندية كريستيا فريلاند وإيفانكا ترامب وغيرهم ممن يمثلون BRCK. 

## وصلات خارجية
- جوليانا روتيتش على موقع IMDb (الإنجليزية)